# Majeutyka

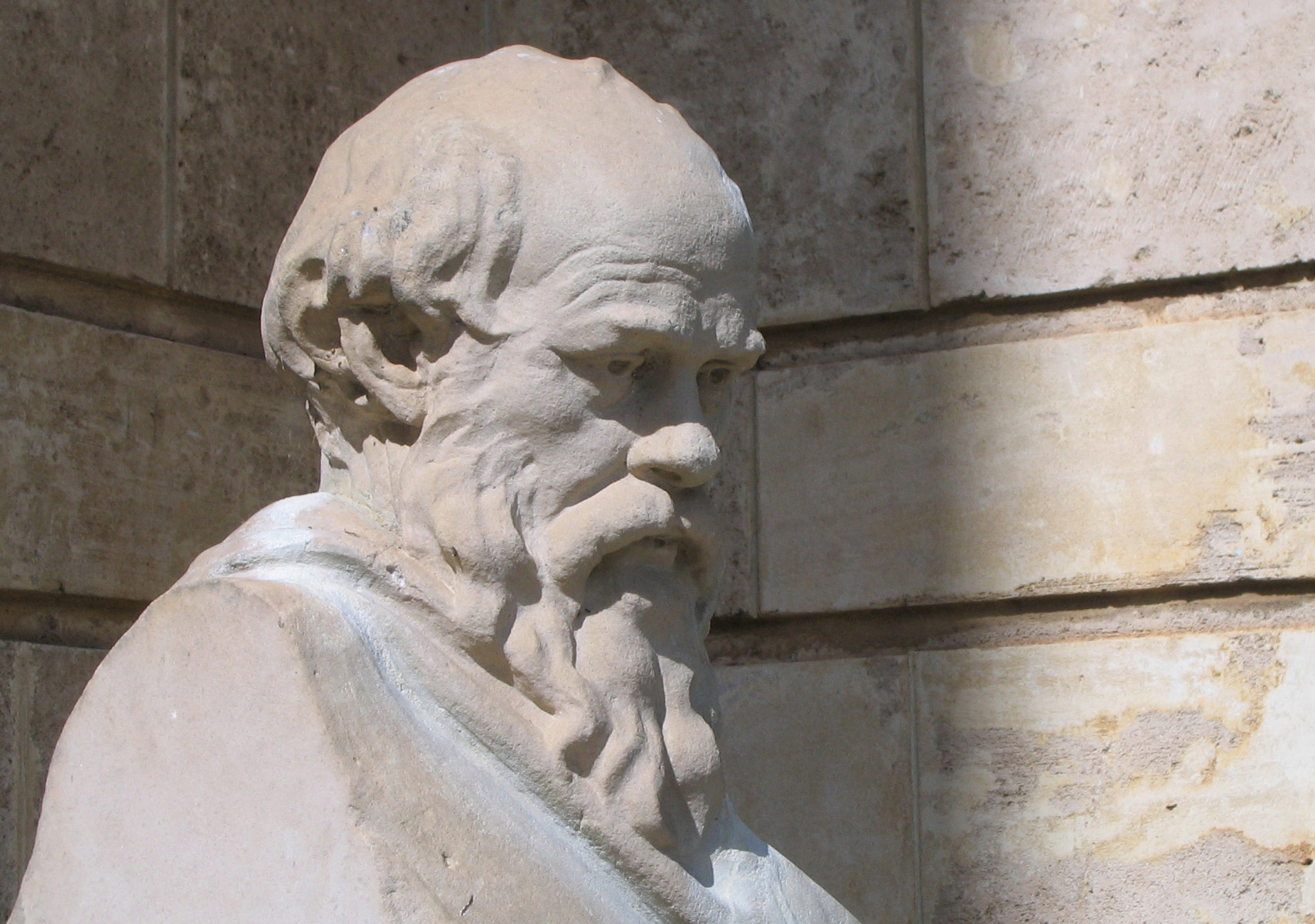
Rzeźba przedstawiająca Sokratesa na Uniwersytecie Australii Zachodniej.

Metoda majeutyczna – stworzona przez Sokratesa dialogiczna metoda filozoficzna (część metody sokratycznej), której celem jest wspólne dotarcie do prawdy. Polega ona na wydobywaniu z dyskutanta nieuświadomionej przez niego wiedzy prawdziwej.
Sokrates uważał, że sam nie posiada wiedzy, nie mógł jej więc nauczać w tradycyjny sposób. Starał się natomiast wspólnie z uczniami i dyskutantami dotrzeć do wiedzy. Dyskusja taka nie miała polegać na zbijaniu argumentów i przekonywaniu, lecz wydobywaniu wiedzy nieuświadomionej czy niejasno przeczuwanej.
Metoda ta nie mogła być stosowana w stosunku do każdego. Jej warunkiem było to, aby w osobie rozmówcy drzemała jakaś nieuświadomiona wiedza, która jedynie potrzebuje pomocy, aby zostać wydobyta. Jak podaje Platon w Teajtecie, Sokrates mówił, że rozpoznaje takie „ciężarne wiedzą” osoby dzięki swojemu daimonionowi. Wobec innych metoda była nieskuteczna i należało stosować ironię czy metodę elenktyczną.
Samo słowo pochodzi od greckiego μαιευτικός odnoszącego się do sztuki położniczej. Sokrates, którego matka była położną, wskazywał, że jest jedynie akuszerką, pomagającą przyjść wiedzy na świat. Sokrates nie uważał więc, że jest mądrzejszy od swego rozmówcy, czy jest w stanie czegoś go nauczyć, lecz wraz z nim odkrywał wiedzę w trakcie dyskusji.